# Liste der Kulturgüter im Bezirk Vallemaggia
Die Liste der Kulturgüter im Bezirk Vallemaggia enthält alle Objekte in den Gemeinden des Bezirks Vallemaggia im Kanton Tessin, die gemäss der Haager Konvention zum Schutz von Kulturgut bei bewaffneten Konflikten, dem Bundesgesetz vom 20. Juni 2014 über den Schutz der Kulturgüter bei bewaffneten Konflikten sowie der Verordnung vom 29. Oktober 2014 über den Schutz der Kulturgüter bei bewaffneten Konflikten unter Schutz stehen.

## Kulturgüterlisten der Gemeinden
- Avegno Gordevio
- Bosco/Gurin
- Campo (Vallemaggia)
- Cerentino
- Cevio
- Lavizzara
- Linescio *
- Maggia

* Diese Gemeinde besitzt keine Objekte der Kategorien A oder B, kann aber (zzt. nicht dokumentierte) C-Objekte besitzen